# Handbal op de Olympische Zomerspelen 1980
Handbal is een van de sporten die beoefend werden tijdens de Olympische Zomerspelen 1980 in Moskou.

## Medaillewinnaars
| Categorie         | Goud        | Zilver      | Brons    |
| ----------------- | ----------- | ----------- | -------- |
| Mannen » Details  | DDR         | Sovjet-Unie | Roemenië |
| Vrouwen » Details | Sovjet-Unie | Joegoslavië | DDR      |

## Medaillespiegel
| Plaats | Land        | NOC    | Goud | Zilver | Brons | Totaal |
| ------ | ----------- | ------ | ---- | ------ | ----- | ------ |
| 1      | Sovjet-Unie | URS    | 1    | 1      | 0     | 2      |
| 2      | DDR         | GDR    | 1    | 0      | 1     | 2      |
| 3      | Joegoslavië | YUG    | 0    | 1      | 0     | 1      |
| 4      | Roemenië    | ROU    | 0    | 0      | 1     | 1      |
| Totaal | Totaal      | Totaal | 2    | 2      | 2     | 6      |

Atletiek · Basketbal · Boksen · Boogschieten · Gewichtheffen · Handbal · Hockey · Judo · Kanovaren · Moderne vijfkamp · Paardensport · Roeien · Schermen · Schietsport · Schoonspringen · Turnen · Voetbal · Volleybal · Waterpolo · Wielersport · Worstelen · Zeilen · Zwemmen